# Propósito (álbum)
Propósito é um álbum ao vivo de Kleber Lucas, gravado na Via Show em abril de 2006, sendo lançado em setembro do mesmo ano. As canções são regravações de alguns dos seus maiores sucessos até aquele ano. Foi lançado em CD e DVD, sendo que ambos foram certificados com disco de ouro.

## Faixas
| N.º            | Título                         | Compositor(es)               | Duração |  |
| 1.             | "Rio de Vida"                  | Kleber Lucas e David Quinlan | 07:01   |  |
| 2.             | "Nova Criatura"                | Kleber Lucas                 | 04:41   |  |
| 3.             | "Casa de Davi, Casa de Oração" | Kleber Lucas                 | 03:53   |  |
| 4.             | "Deus Forte"                   | Kleber Lucas                 | 06:09   |  |
| 5.             | "O Melhor Está por Vir"        | Kleber Lucas                 | 04:58   |  |
| 6.             | "Segura na Mão de Deus"        | Nelson Monteiro da Mota      | 05:18   |  |
| 7.             | "Perdoado"                     | Kleber Lucas                 | 04:19   |  |
| 8.             | "Não Posso Te Deixar"          | Kleber Lucas                 | 04:31   |  |
| 9.             | "A Palavra"                    | Kleber Lucas                 | 06:00   |  |
| 10.            | "Muito Mais de Deus"           | Kleber Lucas                 | 05:20   |  |
| 11.            | "Pra Valer a Pena"             | Kleber Lucas                 | 04:03   |  |
| 12.            | "Purifica-me"                  | Kleber Lucas                 | 04:57   |  |
| 13.            | "Tempo de Deus"                | Kleber Lucas                 | 05:45   |  |
| 14.            | "Te Agradeço"                  | Kleber Lucas                 | 04:59   |  |
| Duração total: | Duração total:                 | Duração total:               | 1:09:14 |  |